# Nahal Paran

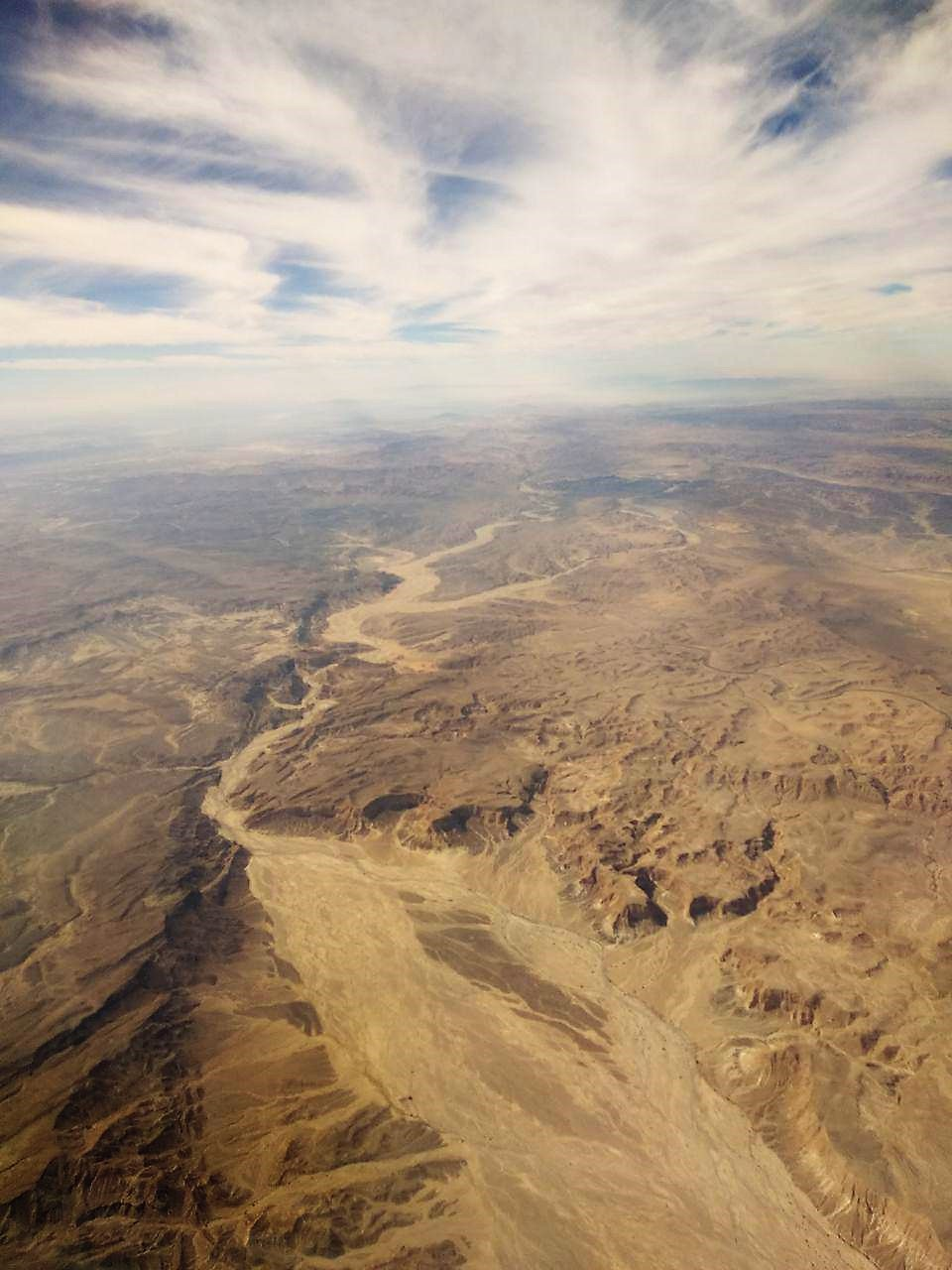
Fotografie aeriană a estuarului Nahal Paran

Nahal Paran (în ebraică נחל פארן, transliterat: Pârâul Paran) este un pârâu sezonier din Peninsula Sinai din Egipt  și din Deșertul Negev din Israel. Cu o lungime de 150 de kilometri, este al treilea ca mărime curs de apă din Israel după râul Iordan și râul Yarmouk. Este, de asemenea, cel mai larg curs de apă din Israel.
Asocierea numelui „Pârâul Paran” cu acest specific wadi este una modernă. Autoritățile israeliene au introdus numele „Pârâul Paran” adoptându-l din Deșertul Paran menționat în Biblia ebraică. Cu toate acestea, identificarea modernă a deșertului biblic Paran cu o anumită parte a Peninsulei Sinai ar putea sau nu să fie exactă.

## Hidrologie
Originea râului se află în deșertul Paran din Peninsula Sinai și se varsă în estuarul Nahal HaArava. Debitul de apă există numai în timpul viiturilor rapide. Acesta este cel mai mare râu din bazinul hidrografic, cu o suprafață de mii de kilometri pătrați, creând planuri largi care separă nordul înalt al negevului de munții Eilat din sud.
În trecut, în timpul inundațiilor, ca și alte râuri importante din Negev, Nahal Paran avea să inunde Drumul Arava (drumul principal spre Eilat), până la construirea unui pod peste râu. Pârâul a avut cel mai mare debit înregistrat în Israel, de 1.150 de metri cubi pe secundă, la 6 noiembrie 1970. În 2014, a doborât acest record a fost doborât de un debit de 1.280 de metri cubi pe secundă măsurat la Zin. Pentru comparație, debitul mediu în râul Iordan este de 16 metri cubi pe secundă.
Apa subterană din apropierea albiei râului furnizează apă potabilă comunităților din deșertul Arava. Această apă are o salinitate ridicată și suferă desalinizare.